# Brinkhoek
Brinkhoek (Zwols: Brinkers-oeke [bʀɪŋkə(ʀ)sukə]) is een buurtschap in de gemeente Zwolle, in de Nederlandse provincie Overijssel. Het ligt ten noordoosten van de stad Zwolle. De buurtschap heeft ongeveer 600 inwoners en is deel van de wijk Vechtlanden.
Door de buurtschap loopt van zuid naar noord de Haersterveerweg, die leidt naar de Overijsselse Vecht, alwaar men met een veerpontje (geen auto's) de rivier kon oversteken. Wanneer men deze weg van zuid naar noord volgt komt men in volgorde langs:
- sportpark de Pelikaan (links)
- het Schrevenbos (rechts)
- de Algemene Begraafplaats Kranenburg (rechts)
- de Begraafplaats Bergklooster (rechts)
- het bos Agnietenberg met theehuis (links)
- de Agnietenplas, een recreatieplas (links).

De Brinkhoek is in 2012 door het maandblad Elsevier uitgeroepen tot beste buurt van Nederland.
Stad: Zwolle  
Dorp: Windesheim

Buurtschappen: Berkum · Brinkhoek · Bruggenhoek · Frankhuis · Haerst · Harculo · Herfte · Hoog Zuthem · Katerveer · Langenholte · De Lichtmis (deels) · Oldeneel · Schelle · Spoolde · Veldhoek · Westenholte · Wijthmen · Zalné

Voormalige gemeenten: Zwollerkerspel · Nieuwleusen (deels)

Overijssel · Steden en dorpen in Overijssel      Nederland · Provincies · Gemeenten
Wijken: Aa-landen · Assendorp · Berkum · Binnenstad · Diezerpoort · Hanzeland · Holtenbroek · Ittersum · Kamperpoort-Veerallee · Marsweteringlanden · Poort van Zwolle · Schelle · Soestweteringlanden · Stadshagen · Vechtlanden · Westenholte · Wipstrik

Buurten: Aalanden-Midden · -Noord · -Oost · -Zuid · Bagijneweide · Berkum · Binnenstad-Noord · -Zuid · Bollebieste · Breecamp · Breezicht · Brinkhoek · De Tippe · Dieze-Centrum · Frankhuis · Gerenbroek · Gerenlanden · Geren · Haerst · Hanzeland · Harculo en Hoog-Zuthem · Herfte · Het Noorden · Hogenkamp · Holtenbroek I · II · III · IV · Indische Buurt · Ittersumerbroek · Ittersumerlanden · Kamperpoort  · Katerveer-Engelse Werk · Langenholte · Mastenbroek · Meppelerstraatweg-Zuid · Milligen · Nieuw-Assendorp · Noordereiland · Oldenelerbroek · Oldenelerlanden-Oost · -West · Oud-Assendorp · Oud-Westenholte · Oud Ittersum · Oud Schelle · Pierik · Schelle-Zuid en Oldeneel · Schellerbroek · Schellerhoek · Schellerlanden · Schildersbuurt · Schoonhorst · Spoolde · Stadsbroek · Stationsbuurt · Tolhuislanden · Veerallee · Veldhoek · Vreugderijk · Werkeren · Westenholte-Stins · Wezenlanden · Wijthmen · Windesheim · Wipstrik-Noord · -Zuid · Zwolle-Zuid

Bedrijventerreinen: Floresstraat · Hanzeland · Hessenpoort · Marslanden (-Noord · -Zuid) · Oosterenk · Voorst (Voorst-A · Voorst-B · Voorst-C) · Voorsterpoort · De Vrolijkheid